# Touville
Touville ist eine Ortschaft und eine Commune déléguée in der französischen Gemeinde Thénouville mit 182 Einwohnern (Stand: 1. Januar 2019) im Département Eure in der Region Normandie (vor 2016: Haute-Normandie). Sie gehörte zum Arrondissement Bernay und zum Kanton Bourgtheroulde-Infreville. Die Einwohner werden Touvillais und Touvillaises genannt.
Mit Wirkung vom 1. Januar 2018 trat Touville der Gemeinde Thénouville bei, die ein Jahr zuvor als Commune nouvelle aus den Gemeinden Bosc-Renoult-en-Roumois und Theillement gegründet worden war.

## Lage
Touville liegt etwa 38 Kilometer südwestlich von Rouen.

## Bevölkerungsentwicklung
| 1962                      | 1968 | 1975 | 1982 | 1990 | 1999 | 2006 | 2013 |
| ------------------------- | ---- | ---- | ---- | ---- | ---- | ---- | ---- |
| 87                        | 81   | 70   | 102  | 104  | 125  | 136  | 156  |
| Quelle: Cassini und INSEE |      |      |      |      |      |      |      |

## Sehenswürdigkeiten

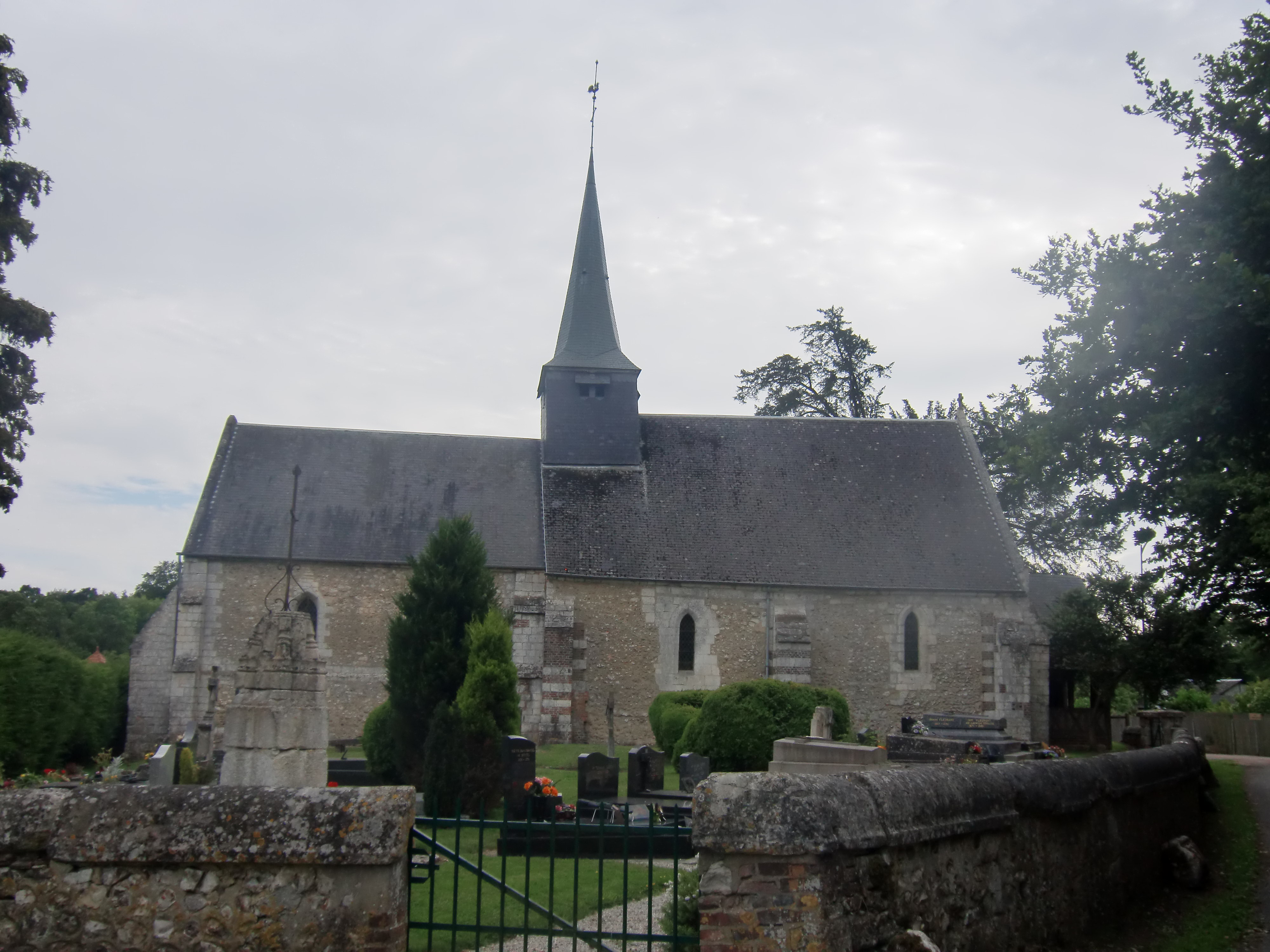
Kirche Saint-Germain-l’Auxerrois

- Kirche Saint-Germain-l’Auxerrois aus dem 13. Jahrhundert, Umbauten aus dem 16./17. Jahrhundert